# Gaesischia mirnae
Gaesischia mirnae är en biart som beskrevs av Urban 1989. Gaesischia mirnae ingår i släktet Gaesischia och familjen långtungebin. Inga underarter finns listade i Catalogue of Life.